# Ratio de Sharpe
Pour les articles homonymes, voir Sharpe.
Vous pouvez aider à l'améliorer ou bien discuter des problèmes sur sa page de discussion.
- Il ne cite pas suffisamment ses sources. Vous pouvez indiquer les passages à sourcer avec {{référence nécessaire}} ou {{Référence souhaitée}}, et inclure les références utiles en les liant aux notes de bas de page. (Marqué depuis mai 2025)
- Il n’est pas rédigé dans un style encyclopédique. (Marqué depuis mai 2025)

- Archive Wikiwix
- Bing
- Cairn
- DuckDuckGo
- E. Universalis
- Gallica
- Google
- G. Books
- G. News
- G. Scholar
- Persée
- Qwant
- (zh) Baidu
- (ru) Yandex
- (wd) trouver des œuvres sur Wikidata

Le ratio de Sharpe, nommé d'après William F. Sharpe, mesure l'écart de rentabilité d'un portefeuille d'actifs financiers (actions par exemple) par rapport au taux de rendement d'un placement sans risque (autrement dit la prime de risque, positive ou négative), divisé par un indicateur de risque, l'écart type de la rentabilité de ce portefeuille, autrement dit sa volatilité.
Formellement,
{\displaystyle S={{R-r} \over \sigma }}
où {\displaystyle R} est l'espérance des rentabilités du portefeuille, {\displaystyle r} étant le référentiel de comparaison choisi (en général le taux de placement sans risque), et {\displaystyle \sigma } l'écart-type du taux de rendement du portefeuille considéré.
Pour simplifier, c'est un indicateur de la rentabilité (marginale) obtenue par unité de risque pris dans cette gestion.
Il permet de répondre à la question suivante : le gestionnaire parvient-il à obtenir un rendement supérieur au référentiel, mais avec davantage de risque ?
Si le ratio est négatif, le portefeuille a moins de rentabilité que le référentiel et la situation est mauvaise : le portefeuille a une moins bonne performance qu'un placement sans risque.
Si le ratio est compris entre 0 et 1, le sur-rendement du portefeuille considéré par rapport au référentiel se fait pour une prise de risque trop élevée. Ou, le risque pris est trop élevé pour le rendement obtenu.
Si le ratio est supérieur à 1, le rendement du portefeuille dépasse la performance du référentiel pour une prise de risque ad hoc. Autrement dit, la sur-performance ne se fait pas au prix d'un risque trop élevé.
Une variante est le ratio de Sortino, qui prend pour indicateur de risque la volatilité négative (donc qui ne prend en compte que les baisses de cours, alors que la volatilité complète tient compte autant des hausses que des baisses).
Une autre variante est le ratio de Treynor, qui divise la différence entre l'espérance des rentabilités par le beta du portefeuille plutôt que par son écart-type.